# بینینگن (راینلاند-فالتس)
بینینگن (به آلمانی: Binningen) یک شهر در آلمان است که در کوخم-تسل واقع شده‌است.